# Грез Доасо
Грез Доасо (на френски: Grez-Doiceau) е селище в Централна Белгия, окръг Нивел на провинция Валонски Брабант. Населението му е около 12 400 души (2006).

## Известни личности
Починали в Грез Доасо
- Кристиан дьо Дюв (1917-2013), биолог